# Flaveria palmeri
Flaveria palmeri là một loài thực vật có hoa trong họ Cúc. Loài này được J.R.Johnst. mô tả khoa học đầu tiên năm 1903.